# José Gella Iturriaga
José Gella Iturriaga (Saragossa, 21 de març de 1907 - Madrid, 13 de gener de 1993) va ser un etnòleg, escriptor i historiador aragonès, acadèmic de la Reial Acadèmia de la Història.

## Biografia
Va estudiar filosofia i lletres i dret a la Universitat de Saragossa, i es doctorà en dret a la Universitat de Madrid. El 1928 va ingressar a l'Escola d'Intendència de l'Armada Espanyola, assolint en aquesta institució càrrecs com el de general inspector d'Intervenció de l'Armada i vocal del Patronat del Museu Naval de Madrid. Durant 25 anys fou director de la Mutualitat d'Accidents de Mar, fundant col·legis per a orfes de pescadors a Sanlúcar de Barrameda el 1948 i a Sada el 1954. El 1954 també va representar la Marina espanyola en el Congrés Internacional d'Etnografia del Mar celebrat a Nàpols. També ha estat president de l'Associació d'Etnologia i Folklore.
Ha escrit obres de tarannà divers en castellà, italià i portuguès, interessant-se en proverbis, refranys i romanços antics. El 1974 fou nomenat acadèmic de la Reial Acadèmia de la Història, on ingressà amb el discurs La Real Armada de 1808.

## Obres
- Treinta cuentos (1936)
- Romances viejos
- Refranero del Mar (CSIC, 1944)
- Antología marinera (1945)
- Cancionero de la Independencia (Saragossa, 1965)
- Proverbios del Caballero Cifar (1978)
- 444 refranes de la Celestina
- La sirena en la literatura oral española (Catània, 1968)
- Romancero aragonés (Saragossa, 1972)
- Papeles de Campaña del coronel Cadalso (Madrid, 1976)
- Refranero de la novela picaresca, del Lazarillo y La pícara Justina (Madrid, 1979)